# Erminio Roncari
Erminio Roncari OFM (ur. 11 września 1925 w Crespadoro, zm. 1 listopada 1980) – włoski franciszkanin, kapłan, były Kustosz Ziemi Świętej.

## Życiorys
Erminio Roncari urodził się 11 września 1925 w Crespadoro w prowincji Vicenza, w rodzinie Ferruccio i Marii zd. Franchetti. Po ukończeniu w 1942 Misyjnego Kolegium Serafickiego (gimnazjum) w Chiampo i Weronie, wstąpił do nowicjatu Prowincji weneckiej św. Antoniego Padewskiego Zakonu Braci Mniejszych na wyspie San Francesco del Deserto. Po złożeniu pierwszej profesji zakonnej uczęszczał do zakonnej szkoły średniej, najpierw w Cormòns w prowincji Gorycja, a następnie w Monselice w prowincji Padwy. Pierwsze dwa lata studiów przygotowujących bezpośrednio do przyjęcia święceń kapłańskich odbył w Wenecji i Motta di Livenza w prowincji Treviso. Śluby wieczyste złożył w 1947, po czym wysłany został do zakonnego seminarium duchownego w Betlejem w Palestynie. Święcenia kapłańskie przyjął w lipcu 1949.
Przez władze Kustodii Ziemi Świętej został wysłany do Kairu. Pracował w parafii przykatedralnej św. Józefa. W 1953 został dyrektorem Katolickiego Centrum Kinematografii w Kairze. Pełniąc tę funkcję uczestniczył w festiwalach filmowych w Cannes, w Berlinie oraz w San Sebastián. W 1954 Roncari został nauczycielem katechizmu, filozofii i historii we Włoskim Liceum Żeńskim w Kairze. W 1958 założył katolicki tygodnik w języku francuskim "Le Messager". W 1963 założył międzykonfesyjny chór, który występował w kościołach różnych obrządków i denominacji chrześcijańskich w Kairze. Podczas kapituły kustodialnej w sierpniu 1968 został wybrany na urząd prezydenta Kustodii, zaś 14 maja 1969 otrzymał nominację rzymską i został Kustoszem Ziemi Świętej. Ingres do Bazyliki Bożego Grobu w Jerozolimie miał miejsce 1 czerwca 1969.
Urząd Kustosza Ziemi Świętej pełnił do 1974. Po kapitule prowincjalnej wysłany został do Rzymu. Został delegatem Kustosza i rezydował w klasztorze Delegazione di Terra Santa przy Via Matteo Boiardo. W 1976 był wizytatorem generalnym rzymskiego Antonianum, zaś w 1977 delegatem ministra generalnego Constantine'a Kosera podczas aktu erekcji nowej prowincji zakonnej w Japonii. W 1978 przez cztery miesiące pełnił urząd administratora Wikariatu Apostolskiego w Egipcie z nominacji Stolicy Świętej. Definitorium generalne wybrało go 7 lipca 1979 na urząd sekretarza generalnego ds. misji. O. Roncari zmarł 1 listopada 1980. W pogrzebie uczestniczył generał John Vaughn. Został pochowany na cmentarzu parafialnym w Crespadoro.